# Massilia eurypsychrophila
Massilia eurypsychrophila es una bacteria gramnegativa del género Massilia. Fue descrita en el año 2015. Su etimología hace referencia a amante de bajas temperaturas. Es aerobia y móvil por flagelo polar. Tiene un tamaño de 1 μm de ancho por 2 μm de largo. Forma colonias redondas, lisas, convexas, opacas y de color blanco-rosa pálido en agar R2A tras 2-3 días de incubación. Temperatura de crecimiento entre 0-25 °C, óptima de 10 °C. Tiene un contenido de G+C de 62,2%. Se ha aislado del glaciar Muztagh, en China.